# The War Games
The War Games é o sétimo e último serial da sexta temporada clássica da série de ficção científica britânica Doctor Who, que foi transmitido originalmente na BBC1 em dez partes semanais entre 19 de abril e 21 de junho de 1969. Foi escrito por Terrance Dicks e Malcolm Hulke e dirigido por David Maloney.
Na história, uma raça alienígena sem nome liderada pelo Lorde da Guerra (Philip Madoc) sequestra e faz lavagem cerebral nos soldados das guerras ao longo da história da Terra para lutar em jogos de guerra em outro planeta como parte do plano dos alienígenas para conquistar a galáxia. O viajante do tempo conhecido como o Segundo Doutor (Patrick Troughton) e seus acompanhantes de viagem, Jamie McCrimmon (Frazer Hines) e Zoe Heriot (Wendy Padbury), formam um exército de resistência para interromper esse plano e devolver os soldados sequestrados para casa.
The War Games marca a última aparição regular de Troughton como o Doutor e de Hines e Padbury como Jamie e Zoe, respectivamente, bem como é o último serial a ser gravado em preto e branco. Esta também é a primeira vez que a raça do Doutor é nomeada como Senhores do Tempo.
Uma versão colorida de 90 minutos da história foi transmitida em 23 de dezembro de 2024 para o aniversário de 61 anos do programa.

## Enredo
Em um planeta alienígena, o Doutor descobre um plano diabólico para conquistar a galáxia com soldados com lavagem cerebral sequestrados da Terra e forçados a lutar em ambientes simulados, refletindo os períodos da história em que foram tirados. O objetivo dos alienígenas é produzir um super exército dos sobreviventes; para esse fim, eles foram ajudados por um Senhor do Tempo renegado, a raça do próprio Doutor, chamado Chefe da Guerra.
Juntando forças com soldados rebeldes, que quebraram seu condicionamento, o Doutor e seus acompanhantes frustram o plano e interrompem a luta. O Chefe da Guerra aparentemente é morto quando o líder dos alienígenas, o Lorde da Guerra, percebe que ele estava conspirando contra ele. Mas o Doutor admite que precisa da ajuda dos Senhores do Tempo para devolver os soldados ao seus lugares de origem, mas, ao perguntar, corre o risco de ser capturado pelos seus próprios crimes passados, incluindo o roubo da TARDIS. Depois de enviar a mensagem, ele e seus acompanhantes tentam escapar da captura, mas são pegos.
Depois de devolver os soldados à Terra, os Senhores do Tempo colocam o Lorde da Guerra em julgamento e desmaterializam-no. Eles apagam as memórias de Zoe e Jamie das viagens deles com o Doutor e os devolvem no momento em que cada um deles entrou pela primeira vez na TARDIS. Eles então colocam o Doutor em julgamento por roubar a TARDIS e violar a regra da não-interferência. O Doutor apresenta uma defesa espirituosa, citando suas muitas batalhas contra os males do universo. Aceitando essa defesa, os Senhores do Tempo anunciam que seu castigo é ser exilado na Terra no século XX. Ele ressalta que ele é muito conhecido no planeta, então os Senhores do Tempo dizem que eles mudarão sua aparência, como ele fez antes, e apresenta imagens de quatro rostos. Ele não gosta de nenhum deles, mas é informado de que uma decisão foi tomada. Ele grita indignado quando a mudança é imposta a ele.

## Produção
Enquanto o Doutor e seus acompanhantes tentam escapar dos Senhores do Tempo no episódio 10, breves clipes de The Web of Fear e Fury from the Deep são usados para mostrar a TARDIS em locais supostamente fora do alcance dos Senhores do Tempo. Uma filmagem do episódio 1 de The Wheel in Space é usada depois que Zoe é enviada de volta ao seu tempo, do mesmo modo como trechos de The Highlanders são usados para mostrar Jamie em seu próprio tempo. Assim como o trecho de Fury from the Deep, estes episódios estão perdidos, portanto as imagens amostradas em The War Games são as únicas filmagens sobreviventes conhecidas desses episódios.

### Elenco
O filho mais velho de Patrick Troughton, David, fez sua segunda aparição em Doctor Who no episódio 6 desta história como Moor, tendo aparecido pela primeira vez em The Enemy of the World (1968). Posteriormente, ele apareceu como rei Peladon em The Curse of Peladon, em 1972, e depois como professor Hobbes em "Midnight" em 2008. Gregg Palmer já havia interpretado um Cyberman em The Tenth Planet em 1966. Jane Sherwin, que interpretou Lady Jennifer Buckingham, foi esposa do produtor Derrick Sherwin.
Terence Bayler já havia interpretado Yendom em The Ark (1966). Hubert Rees havia aparecido anteriormente em Fury from the Deep (1968) e retornaria para The Seeds of Doom (1976). Edward Brayshaw já havia interpretado Leon Colbert em The Reign of Terror (1964). James Bree mais tarde interpretou Nefred em Full Circle (1980) e o Guardião da Matriz em The Ultimate Foe (1986). Leslie Schofield mais tarde interpretou Calib em The Face of Evil (1977). Peter Craze já havia interpretado Dako em The Space Museum (1965) e apareceria novamente como Costa em Nightmare of Eden (1979). David Savile apareceria mais tarde como Winser em The Claws of Axos (1971) e como Coronel Crichton em The Five Doctors (1983).
Philip Madoc havia aparecido anteriormente como Eelek em The Krotons (1969), e no filme Daleks – Invasion Earth: 2150 A.D. (1966) como Brockley, colaborador dos Daleks. Ele interpretou o Doutor Solon em The Brain of Morbius (1976) e Fenner em The Power of Kroll (1979). Bernard Horsfall (Primeira Senhor do Tempo) já havia aparecido anteriormente como Lemuel Gulliver em The Mind Robber (1968) e, posteriormente, interpretaria Taron em Planet of the Daleks (1973) e Chanceler Goth em The Deadly Assassin (1976). Em 2003, ele apareceu em Davros, um audiodrama de Doctor Who produzido pela Big Finish Productions. Vernon Dobtcheff mais tarde interpretou Shamur no audiodrama  The Children of Seth.

## Transmissão e recepção
| Episódio | Título            | Duração | Exibição original   | Audiência no Reino Unido (milhões) | Arquivo  |
| -------- | ----------------- | ------- | ------------------- | ---------------------------------- | -------- |
| 1        | "Episódio Um"     | 25:00   | 19 de abril de 1969 | 5,5                                | 16mm t/r |
| 2        | "Episódio Dois"   | 25:00   | 26 de abril de 1969 | 6,3                                | 16mm t/r |
| 3        | "Episódio Três"   | 24:30   | 3 de maio de 1969   | 5,1                                | 16mm t/r |
| 4        | "Episódio Quatro" | 23:30   | 10 de maio de 1969  | 5,7                                | 16mm t/r |
| 5        | "Episódio Cinco"  | 24:30   | 17 de maio de 1969  | 5,1                                | 16mm t/r |
| 6        | "Episódio Seis"   | 22:53   | 24 de maio de 1969  | 4,2                                | 16mm t/r |
| 7        | "Episódio Sete"   | 22:28   | 31 de maio de 1969  | 4,9                                | 16mm t/r |
| 8        | "Episódio Oito"   | 24:37   | 7 de junho de 1969  | 3,5                                | 16mm t/r |
| 9        | "Episódio Nove"   | 24:34   | 14 de junho de 1969 | 4,1                                | 16mm t/r |
| 10       | "Episódio Dez"    | 24:23   | 21 de junho de 1969 | 5,0                                | 16mm t/r |

O Relatório de Pesquisa de Audiência da BBC mostrou que The War Games foi recebido positivamente, embora não com entusiasmo, pelos telespectadores.
Paul Cornell, Martin Day e Keith Topping escreveram sobre o serial no The Discontinuity Guide (1995): "Pode demorar seis episódios, mas The War Games é fundamental na história de Doctor Who. A introdução dos Senhores do Tempo [...] vê a série perder parte de seu mistério, mas ganhar um novo foco". Em The Television Companion (1998), David J. Howe e Stephen James Walker afirmam que o serial "começa de maneira estrondosa", embora tenham notado que "uma visão comum é que, após esse início forte, a história se torna monótona e repetitiva, retomando novamente apenas nos estágios finais, quando os Senhores do Tempo são introduzidos." Eles elogiaram o trabalho de design das diferentes zonas de guerra, o diálogo e a conclusão.
Em 2009, o revisor da Radio Times, Patrick Mulkern, foi positivo em relação aos roteiros detalhados e aos vários vilões, especialmente o Chefe de Guerra. O revisor do The A.V. Club elogiou a maneira como as expectativas dos espectadores no serial foram subvertidas numa história histórica típica. Ele observou que não havia conteúdo para preencher o tempo de execução, mas achou que foi bem feito e que funcionou melhor do que em The Dalek Invasion of Earth. Ele também escreveu positivamente sobre o Lorde da Guerra de Madoc e da partida de Jamie e Zoe, e disse que a história propositadamente "não se resolve de maneira organizada ou satisfatória". Alasdair Wilkins, da io9, elogiou o desempenho de Troughton e a maneira como o serial foi estruturado para "expandir constantemente o escopo da história", embora ele admitiu que ainda houvesse barriga. Em um artigo de 2010, Charlie Jane Anders do mesmo site listou o cliffhanger para o nono episódio - no qual o Doutor e seus acompanhantes escapam da base e tentam voltar para a TARDIS, mas seus movimentos se tornam mais lentos enquanto o Doutor tenta destrancar e abrir as portas da TARDIS - como um dos maiores cliffhangers de Doctor Who de todos os tempos.
Uma exibição de The War Games, e em particular o personagem de Jamie McCrimmon, inspirou a autora Diana Gabaldon a ambientar sua série de livros Outlander na Escócia Jacobita e a nomear seu protagonista como "Jamie".

## Lançamentos comerciais

### Na impressão
Um romance deste serial, escrito por Malcolm Hulke, foi publicado pela Target Books em setembro de 1979, intitulada Doctor Who and the War Games. Em janeiro de 2011, foi lançado um audiolivro da romantização, lido por David Troughton.

### Mídia doméstica
The War Games foi lançado no Reino Unido em fevereiro de 1990 em um conjunto de duas fitas em forma episódica. Foi relançado em formato remasterizado em setembro de 2002. Desde esse relançamento em VHS, impressões de filmes de melhor qualidade da história foram localizadas no BFI e foram usadas para o lançamento em DVD que ocorreu em 6 de julho de 2009.
O box set "Regenerations", lançado em 24 de junho de 2013, contém The War Games; o serial foi lançado sem recursos especiais.